# Twin Forks
Twin Forks é um grupo americano de folk rock, americana vinda de Boca Raton, Florida, iniciada em 2011 por Chris Carrabba (Dashboard Confessional). A banda é composta por Chris Carrabba, Suzie Zeldin, Bem Homola e Jonathan Clark. O Twin Forks lançou um EP, intitulado Twin Forks e seu primeiro álbum também chamado Twin Forks.

## História
A banda foi formada pelo desejo de Chris Carrabba em ter uma banda baseada no folk clássico.
Chris havia chamado Suzie Zeldin (The Narrative), Ben Homola (Bad Books) e Jonathan Clark para ajudá-lo na produção do seu álbum acústico "Covered in the Flood". Carrabba pediu para Zeldin cantar nos vocais de seu cover de "Long Monday," e Clark para ajudar ele a produzir/gravar o álbum em um pequeno estúdio. Carrabba e Homola já haviam a vontade de tocarem juntos a um bom tempo, então ele convidou o baterista para se juntar ao novo projeto. O Twin Forks teve sua estréia no festival SXSW em Março de 2013.A banda esteve durante um ano ensaiando e se preparando o projeto para lançar um EP gratuitamente.
Twin Forks foi formado pelo recente hiatus do Dashboard Confessional, depois de 10 anos ativos: "Eu amo o Dashboard. Eu amo o Further. Eu amo meus parceiros de banda, e eu não tenho nenhum plano para fazer nada com essas bandas, mas (Twin Forks) é onde meu coração está e minha criatividade está depositada agora," disse Carrabba para uma entrevista na Billboard em relação do Dashboard e Further Seems Forever..
No verão de 2013, o Twin Forks lançou seu EP digitalmente de graça chamado "TOUR EP Vol. 1" contado com quatro canções. A banda havia oferecido o EP em seus shows desde sua estreia.

### Twin Forks EP(2013)
Em 17 de Setembro de 2013 o Twin Forks lançou seu primeiro EP, Twin Forks pela Dine Alone Records. O EP recebeu ótimos reviews pelos sites Billboard e Alternative Press. Foi lançado pelo Purevolume para ser ouvido gratuitamente. Seguindo o lançamento do EP, iniciaram sua turnê até o fim de 2013.
A canção "Back To You" foi reproduzida no primeiro episódio da série Reign do canal CW.

### Twin Forks (2014)
Em 25 de fevereiro 2014, a banda lançou seu álbum de estreia auto-intitulado, Twin Forks pela Dine Alone Records.
Em 20 de fevereiro o site USA Today disponibilizou o álbum para ser ouvido gratuitamente.

## Estilo e influências
Twin Forks é descrito em gêneros do country folk e americana, combinando vocais masculinos-feminios. A banda cita suas influencias em antigos artistas country, folk classico e música raiz.

## Integrantes
- Chris Carrabba – vocais e guitarra
- Suzie Zeldin – vocais e mandolin
- Ben Homola – baterias
- Jonathan Clark – baixo

## Discografia
- Twin Forks EP (2013)
- Twin Forks (2014)